# Venuše z Galgenbergu
Venuše v Galgenbergu je soška Venuše, řazená do období aurignacienu, tedy doby zhruba před 30 000 lety př. n. l. Pravděpodobně jde o druhou nejstarší sochu na světě. Soška je známá také jako Fanny von Galgenberg nebo Tančící Fanny (vzhledem ke svému postoji připomínajícímu tanec a podle baleríny 19. století Fanny Elsslerové). Byla objevena v roce 1988 v blízkosti Stratzingu v Rakousku, nedaleko nálezu jiné slavné pravěké sošky, Willendorfské venuše. K vidění jsou obě sošky v Přírodovědném muzeu ve Vídni (nachází se na Ringstraße). Figurka Venuše z Galgenbergu měří 7,2 cm na výšku a váží 10 gramů. Vyrobena je z lesklého zeleného serpentinu, jehož naleziště se nacházejí v bezprostřední blízkosti místa, kde byla figurka objevena.